# Jan Scherrer
Jan Scherrer (Wildhaus, 11 juli 1994) is een Zwitsers snowboarder. Hij nam driemaal deel aan de Olympische Winterspelen van 2014, die van 2018 en die van 2022. Op de Winterspelen van 2022 behaalde hij een bronzen medaille in de halfpipe.

## Carrière
Scherrer maakte zijn wereldbekerdebuut in november 2009 tijdens de halfpipe in Wildhaus-Alt St. Johann. Op 26 maart 2011 behaalde hij voor een eerste keer een podiumplaats op een wereldbekerwedstrijd tijdens de halfpipe in Arosa, waar hij tweede eindigde. In 2014 nam Scherrer een eerste keer deel aan de Olympische Spelen. Op de slopestyle eindigde hij negentiende en op de halfpipe achttiende.

## Resultaten

### Olympische Winterspelen
| Jaar | Plaats      | Discipline  | Onderdeel      | Resultaten |
| ---- | ----------- | ----------- | -------------- | ---------- |
| 2014 | Sotsji      | Snowboarden | halfpipe (m)   | 18e        |
| 2014 | Sotsji      | Snowboarden | slopestyle (m) | 19e        |
| 2018 | Pyeongchang | Snowboarden | halfpipe (m)   | 9e         |
| 2022 | Peking      | Snowboarden | halfpipe (m)   | Brons      |

### Wereldkampioenschappen
| Jaar | Plaats    | Resultaten   |
| ---- | --------- | ------------ |
| 2011 | La Molina | 35e Halfpipe |

### Wereldbeker
Eindklasseringen
| Seizoen   | Algemeen | PAR  | HP  | SBS |
| --------- | -------- | ---- | --- | --- |
| 2009/2010 | 135e     | -    | 41e | -   |
| 2010/2011 | 34e      | -    | 14e | -   |
| 2011/2012 | 65e      | -    | 33e | -   |
| 2012/2013 | 55e      | 348e | 92e | 20e |